# Bembina albinotata
Bembina albinotata är en fjärilsart som beskrevs av Franciscus J.M. Heylaerts 1892. Bembina albinotata ingår i släktet Bembina och familjen tofsspinnare. Inga underarter finns listade i Catalogue of Life.